# Gymnodamaeus veriornatus
Gymnodamaeus veriornatus är en kvalsterart som beskrevs av Higgins 1961. Gymnodamaeus veriornatus ingår i släktet Gymnodamaeus och familjen Gymnodamaeidae. Inga underarter finns listade i Catalogue of Life.